# Jubbega
Jubbega est un village situé dans la commune néerlandaise de Heerenveen, dans la province de la Frise. Son nom en frison est Jobbegea. Le 1er janvier 2006, le village comptait 3 359 habitants.